# Chi Bạch cập
Bletilla là một chi thực vật có hoa gồm khoảng 9 loài lan mọc rải rác Trung Quốc, Nhật Bản, Đài Loan và Việt Nam.

## Phân loại
- Bletilla chartacea
- Bletilla foliosa
- Bletilla formosana
- Bletilla ochracea
- Bletilla striata